# 哈氏長頜魚
哈氏長頜魚（学名：Mormyrus hasselquistii），為輻鰭魚綱骨舌魚目象鼻魚科的其中一種，分布於非洲尼羅河、查德湖、剛果河等流域，魚背部為深褐色或深灰色，腹部灰白色，背鰭軟條63-82枚，臀鰭軟條16-20枚，體長可達50公分，可作為食用魚。